# Cho Chang
Cho Chang is een personage uit de boekenreeks over Harry Potter van de Britse schrijfster J.K. Rowling.
Cho is een leerling aan de toverschool Zweinstein en een jaar ouder dan Harry. Ze is mooi en populair. Cho is zoeker in het Zwerkbal-team van Ravenklauw. Haar naam suggereert dat ze van Oost-Aziatische afkomst is. Cho is het eerste meisje waarop Harry verliefd wordt.
Harry vraagt haar in het vierde boek mee naar het Kerstbal, maar dan heeft ze al afgesproken met Carlo Kannewasser. Ze biedt Harry daarvoor haar excuses aan. In het vijfde boek kussen Harry en Cho onder de maretak in de Kamer van Hoge Nood en hebben ze korte tijd verkering. Het raakt echter uit wanneer Cho op een date een tearoom in Zweinsveld uitstormt als ze hoort dat Harry ook met Hermelien heeft afgesproken. Ze weet echter niet dat die afspraak om een interview van Harry met Rita Pulpers van de Ochtendprofeet gaat, over wat er echt op het kerkhof is gebeurd tijdens het Toverschool Toernooi en over de terugkeer van Voldemort. Zodra ze dat interview heeft gelezen, schiet ze vlak voor een les Harry aan en lijkt er nog een sprankje hoop. Helaas verdwijnt dat als Marina Elsdonk, de beste vriendin van Cho, de Strijders van Perkamentus (de verweergroep die tegen de wil van professor Omber oefent in Verweer Tegen de Zwarte Kunsten), verraadt. Hierdoor krijgen ze echt ruzie en groeien ze uit elkaar.